# Classe Dorina
Le navi della classe Dorina sono una serie di corvette che hanno prestato servizio presso la marina militare nigeriana dal 1972 al 1988, risultando attualmente o radiate o in posizione di riserva.

## Storia
Dopo aver ordinato la costruzione in un cantiere olandese della fregata Nigeria, che a partire dal 1965 divenne nave ammiraglia della  marina militare nigeriana, il 28 marzo 1968 essa ordinò la costruzione di due corvette presso il cantiere navale Vosper Thornycroft di Portsmouth. Gran Bretagna, designate Vosper Mk.3.

## Caratteristiche tecniche
Le unità classe Dorina erano lunghe 61,6 m, larghe 9,5 m, e con un pescaggio di 3,5 m. Il dislocamento 660 tonnellate a pieno carico. L'apparato propulsore era composto da  2 motori diesel MAN V8 V24/30B che agivano su due assi. La potenza erogata era pari a 8.000 hp, che permetteva di raggiungere una velocità massima di 22 nodi. La capacità carburante era di 68 tonnellate di gasolio, che garantivano un'autonomia massima di 3.000 miglia nautiche alla velocità di 14 nodi. L'armamento era composto da due cannoni d.s. QF-4 calibro 102/40 mm in impianto binato, due cannoni antiaerei Bofors calibro 40/56 mm, due cannoni a.a. Oerlikon cal.20 mm. La dotazione elettronica comprendeva un sistema di elaborazione dei dati tattici Selenia IPN-10, radar di ricerca aeronavale Plessey ASW-1, un radar di navigazione Decca TM 626, un radar di direzione del tiro Hollandse Signaalapparaten (HSA) WM-20,  e un sonar di scafo Plessey MS-22. L'equipaggio della nave era composto da 67 tra ufficiali, sottufficiali e marinai.

## Impiego operativo
La NNS Dorina (pennant number F-81), venne impostata il 26 gennaio 1970, varata il 16 settembre 1970, ed entrò in servizio nel giugno 1972. Affondò all'ormeggio a causa di un incidente il 16 aprile 1987, e una volta riportata a galla nel maggio successivo fu utilizzata come struttura addestrativa per il controllo dei danni. Nel 1988 fu imbarcata su una nave appositamente attrezzata per il suo trasporto al fine di essere trasferita in Italia, dove era prevista la sua trasformazione in pattugliatore con armamento su un pezzo da 40 mm. Una volta arrivata tali lavori non vennero mai effettuati a causa degli alti costi, e la nave venne radiata.
La seconda unità,  NNS Otobo (pennant number F-82), venne impostata il 28 settembre 1970,  varata il 25 maggio 1971, e messa in servizio il 10 novembre 1972. Fu radiata nell'aprile 1987.

## Unità
| Nome   | Pennant number | Stato   | Cantiere navale                 | Impostazione      | Varo              | Ingresso in servizio | Radiazione |
| ------ | -------------- | ------- | ------------------------------- | ----------------- | ----------------- | -------------------- | ---------- |
| Dorina | F-81           | Radiata | Vickers Thornycroft, Portsmouth | 26 gennaio 1970   | 16 settembre 1970 | giugno 1972          |            |
| Otobo  | F-82           | Radiata | Vickers Thornycroft, Portsmouth | 28 settembre 1970 | 25 maggio 1971    | 10 novembre 1972     | 1987       |

### Fonti
1. 1 2 3 4 5 6 7 8 9 10 11  Navypedia.
2. 1 2 3 4  Pejčoch, Novák, Hájek 1994, p. 389.